# チュルボメカ TM 333
TM 333は5-6 t級のヘリコプター用に開発されたターボシャフトエンジンである。
原型は、ユーロコプターの双発機であるドーファンとパンサーに搭載するためにフランスのチュルボメカによって開発された。TM 333は、最初の商業用としてヒンドスタン航空機のHAL ドゥルーブに見出した。

## 派生型
TM 333 2B2
離陸時出力は825　kW、性能拡大型では900　kWまで可能である。
TM 333 2B2
ドゥルーブ用に開発された。数百基のエンジンが注文され、納入待ちである。

## 搭載機
- HAL ドゥルーブ
- HAL チータル
- HAL チェタク